# 美国重巡洋舰列表

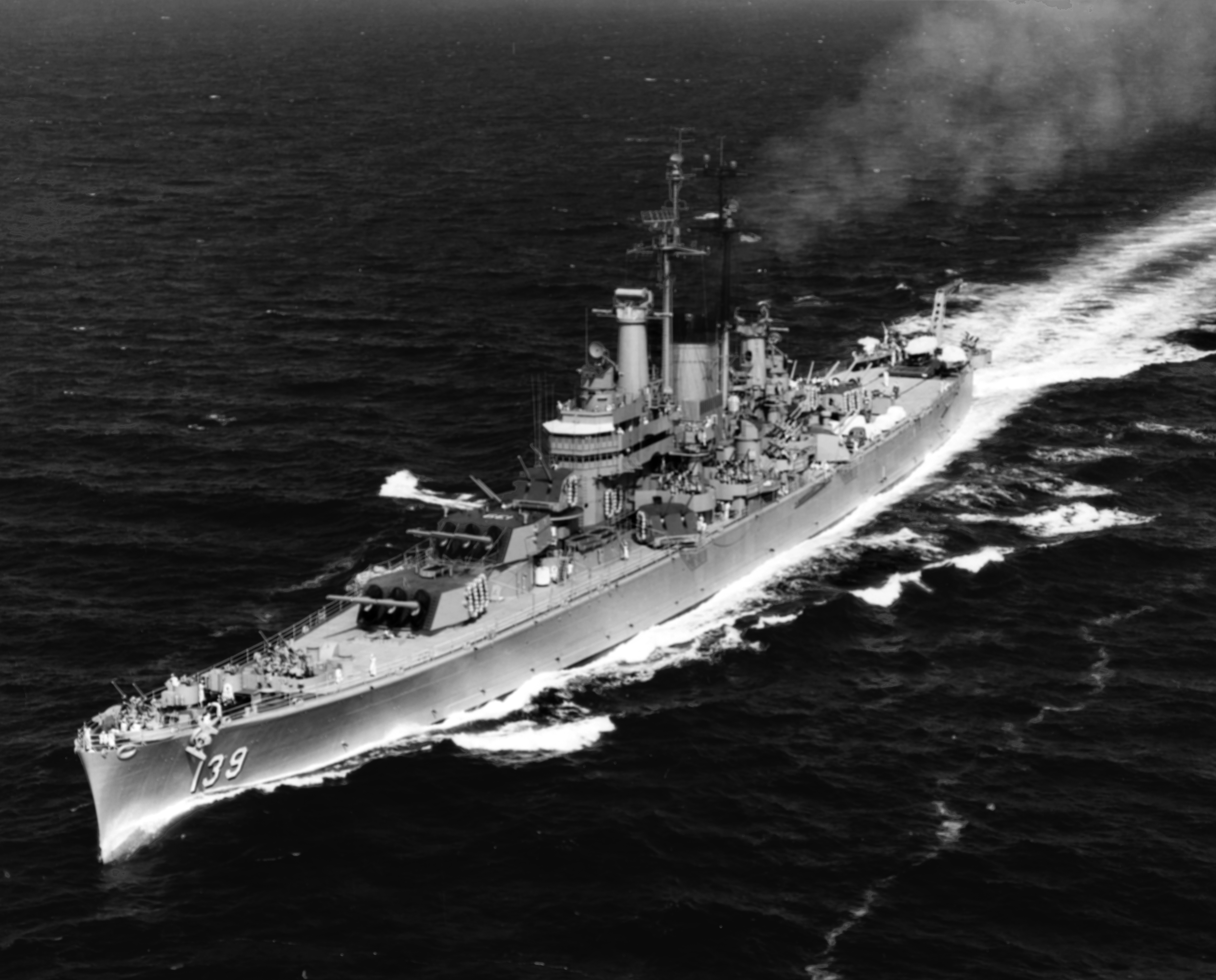
1952年的美国海军“塞勒姆”号，既是美国最后建造的重巡洋舰之一，也是这类舰艇中唯一保存至今的实物。

美国重巡洋舰列表收录了美国海军在1920至1940年代间建造的一系列重巡洋舰。首批舰艇受《华盛顿海军条约》限制，始于旨在抗衡日本帝国海军舰艇的彭萨科拉级。后续北安普顿级旨在修正前型缺陷，波特兰级仅作小幅改进。建造期间发现前几级舰艇排水量被低估，因此修改设计并调整在建舰船，形成新奥尔良级。“威奇塔”号成为最后一艘受吨位限制建造的重型巡洋舰。
美国在1939年第二次世界大战爆发后放弃了国际军控条约，从而允许建造更大型舰艇。首批不受这些限制开发的巡洋舰是巴尔的摩级，其设计旨在修正威奇塔号的缺陷。随后继承的是仅对巴尔的摩级进行小幅改动的俄勒冈城级，以及体型远超前代、配备射速显著提升的新型火炮的得梅因级。1945年8月二战结束时，俄勒冈城级和得梅因级的大多数舰艇尚未完工甚至未开工建造即遭取消。
美国重巡洋舰自1941年参战后主要投入太平洋战场，参与瓜达尔卡纳尔、新几内亚、阿留申群岛、吉尔伯特及马绍尔群岛、马里亚纳及帕劳群岛、菲律宾和硫磺岛与琉球群岛战役，执行航母护航及沿岸炮击任务。部分舰艇亦活跃于大西洋战场，参与北极护航船队及北非、诺曼底与法国南部登陆战役。战争期间共有七艘沉没。战后彭萨科拉级、北安普顿级、波特兰级、新奥尔良级巡洋舰及威奇塔号均退役，除两艘彭萨科拉级舰被用作靶舰击沉外，其余均在1959年前拆解。巴尔的摩级、俄勒冈城级与得梅因级则持续服役数十年，其中部分于1950年代改装为导弹巡洋舰，先后参与朝鲜战争和越南战争。剩余舰艇在1950至1980年代陆续退役，并于1970至2000年间拆解。现仅存得梅因级的“塞勒姆”號作为博物馆舰保存。
| 主要武器 | 主炮数量和口径                                       |
| 排水量   | 作战时舰只满载排水量                                 |
| 推进系统 | 传动轴的数量，推进系统的类型、可提供的最高航速和功率 |
| 开建日期 | 开始安放龙骨、开始舰体建造的日期                     |
| 下水日期 | 舰只下水的日期                                       |
| 交付日期 | 舰只交付使用或正式入役的日期                         |
| 结局     | 舰只最终结局（例如沉没、拆解）                       |

## 彭萨科拉级

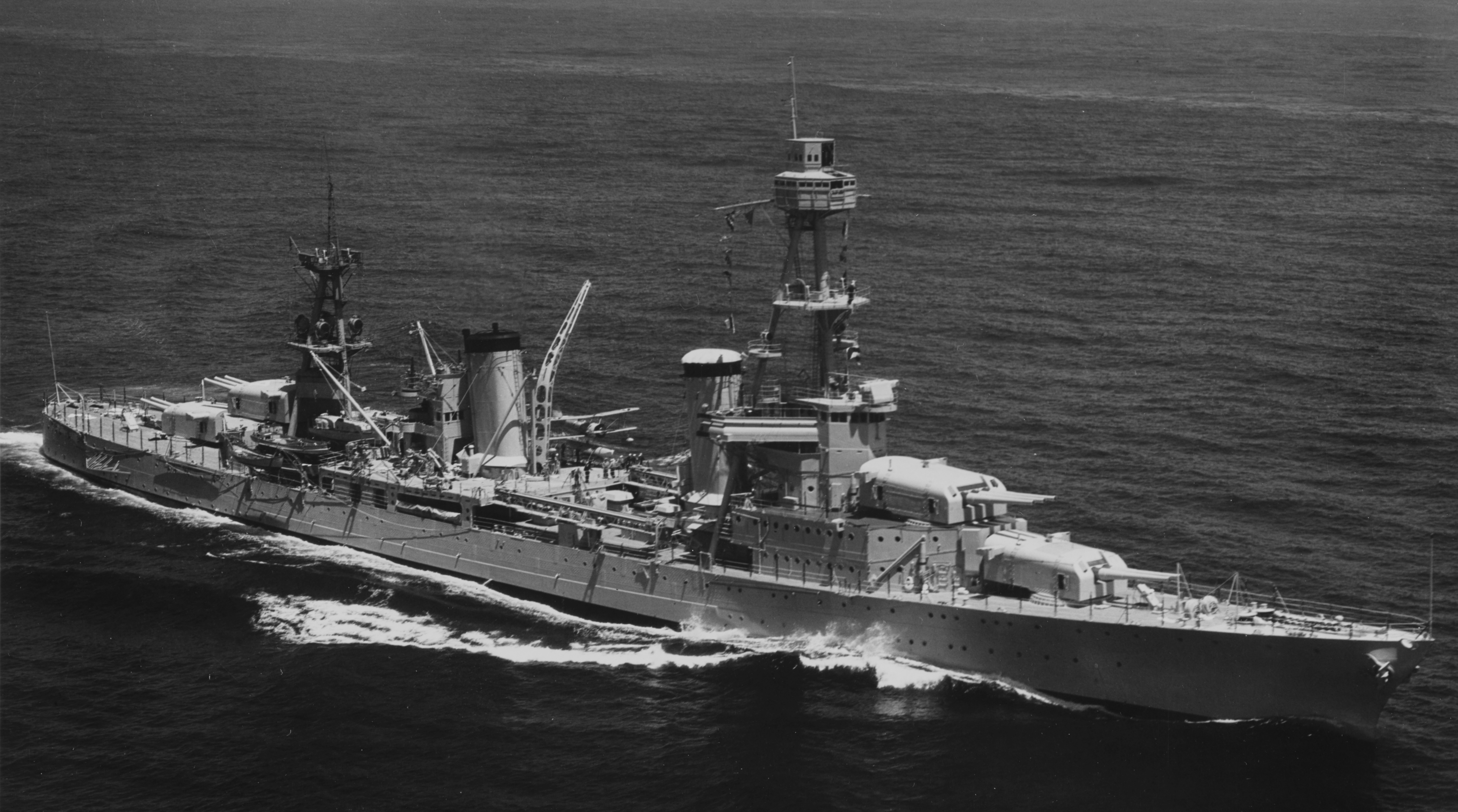
1935年的“彭萨科拉”号巡洋舰

彭萨科拉级是美国海军的第一型重巡洋舰。其设计是为了满足1922年《华盛顿海军条约》的规定，该条约将巡洋舰的标准排水量限制在10,100吨。因此这些舰船不得不削减装甲以符合吨位限制。它们装备了10门203毫米舰炮，旨在与日本海军妙高级巡洋舰相匹敌，但火炮分布在四座炮塔而非日舰的五座炮塔布局中，以此缩短舰体长度从而控制排水量。
两舰最初服役于大西洋舰队，但“盐湖城”号于1932年调往太平洋舰队，“彭萨科拉”号则于1935年转移。在两次世界大战间的和平时期，两舰主要执行例行演习和外国港口访问任务。美国于1941年底参加二战后，这两艘巡洋舰被部署至太平洋战场承担航母护航职责，先后参与瓜达尔卡纳尔战役、阿留申群岛战役、吉尔伯特及马绍尔群岛战役、马里亚纳及帕劳群岛战役、菲律宾战役和硫磺岛与琉球群岛战役等多场行动。战争结束后，两舰于1946年7月被用作十字路口行动核试验靶舰，幸存后又作为炮击靶舰被击沉——“盐湖城”号于1948年6月沉没，“彭萨科拉”号则在同年11月被击沉。
| 舰名         | 主要武器    | 排水量  | 推进系统                         | 服役       | 服役      | 服役       | 服役       |
| 舰名         | 主要武器    | 排水量  | 推进系统                         | 开建日期   | 下水日期  | 交付日期   | 结局       |
| ------------ | ----------- | ------- | -------------------------------- | ---------- | --------- | ---------- | ---------- |
| “彭薩科拉”號 | 10门203毫米 | 11700吨 | 4台蒸汽轮机；32节（59公里/小时） | 1926年10月 | 1929年4月 | 1930年2月  | 1948年沉没 |
| “鹽湖城”號   | 10门203毫米 | 11700吨 | 4台蒸汽轮机；32节（59公里/小时） | 1927年6月  | 1929年1月 | 1929年12月 | 1948年沉没 |

## 北安普顿级

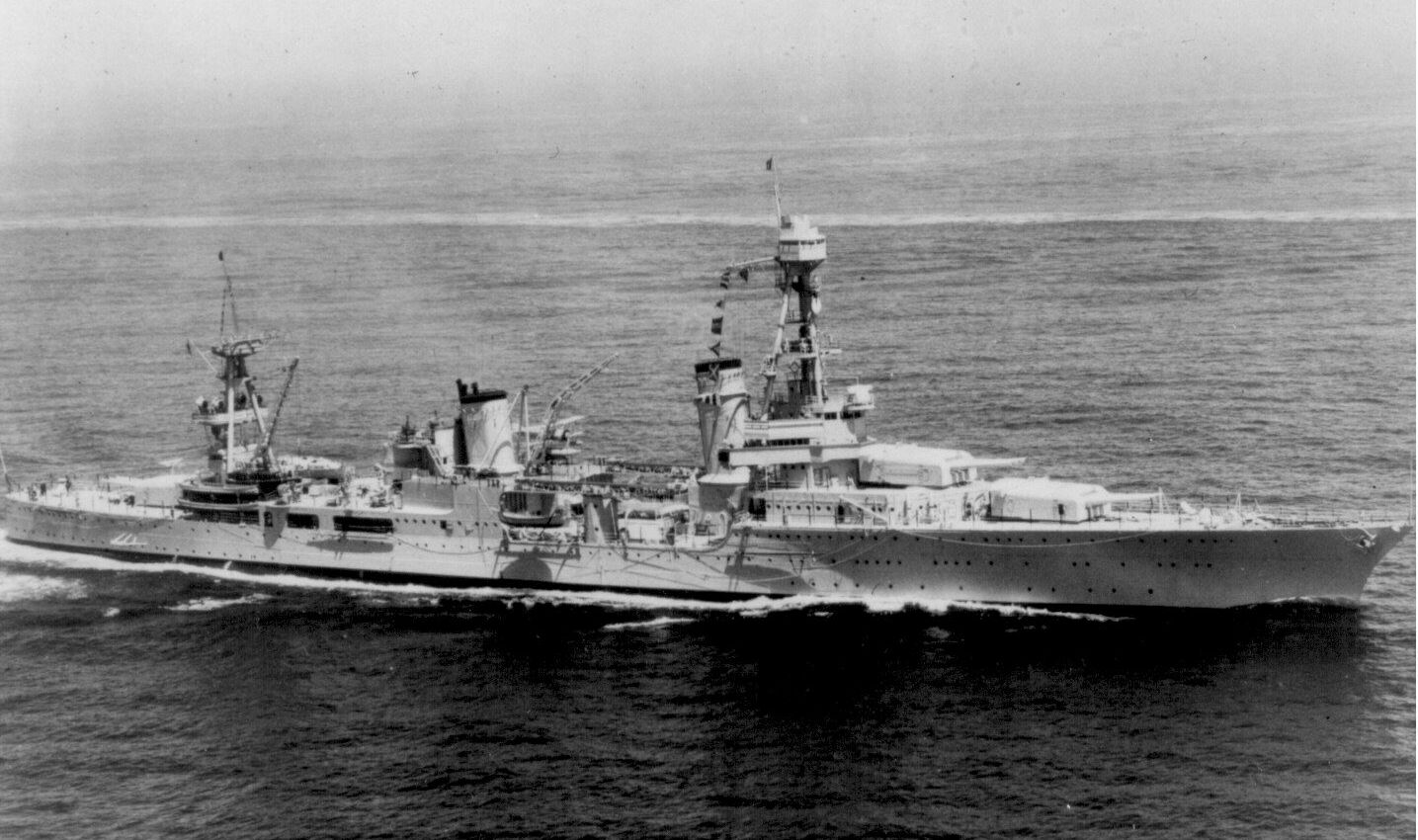
1935年的“北安普敦”号巡洋舰

北安普顿级的设计很大程度上基于前型彭萨科拉级，同样受《华盛顿海军条约》限制。改进之处包括：优化装甲布局、增加干舷高度以提高适航性、完善舰体内部隔舱划分以及增设水上飞机机库。主炮数量较彭萨科拉级的十门减少至九门，此举虽削减火力却省去一座炮塔，由此节省的重量使舰船其他方面的性能提升成为可能。 
多数巡洋舰在和平时期主要服役于太平洋舰队，日常活动包括例行演习和国际访问。美国参战后，这些舰艇承担起航母护航、船队护卫及海岸轰炸任务。“奥古斯塔”号是唯一参与大西洋战场的成员，先后参加北非登陆、诺曼底登陆和法国南部登陆战役。其余各舰均在太平洋战场作战，初期参与西南太平洋行动，其中“休斯顿”号于1942年3月在巽他海峡海战中沉没。随后参与瓜达尔卡纳尔战役，“北安普顿”号在1942年12月塔萨法隆加海战中沉没，“芝加哥”号次月在伦内尔岛海战中战损。幸存舰艇又相继参加吉尔伯特及马绍尔群岛战役、菲律宾战役和火山列岛与琉球群岛战役。各舰于1946年退役，1959年拆解。
| 舰名           | 主要武器   | 排水量  | 推进系统                         | 服役      | 服役      | 服役      | 服役       |
| 舰名           | 主要武器   | 排水量  | 推进系统                         | 开建日期  | 下水日期  | 交付日期  | 结局       |
| -------------- | ---------- | ------- | -------------------------------- | --------- | --------- | --------- | ---------- |
| “北安普頓”號   | 9门203毫米 | 11600吨 | 4台蒸汽轮机；32节（59公里/小时） | 1928年4月 | 1929年9月 | 1930年5月 | 1942年沉没 |
| “切斯特”號     | 9门203毫米 | 11600吨 | 4台蒸汽轮机；32节（59公里/小时） | 1928年3月 | 1929年7月 | 1930年6月 | 1959年拆解 |
| “路易斯維爾”號 | 9门203毫米 | 11600吨 | 4台蒸汽轮机；32节（59公里/小时） | 1928年7月 | 1930年9月 | 1931年1月 | 1959年拆解 |
| “芝加哥”號     | 9门203毫米 | 11600吨 | 4台蒸汽轮机；32节（59公里/小时） | 1928年9月 | 1930年4月 | 1931年3月 | 1943年沉没 |
| “侯斯頓”號     | 9门203毫米 | 11600吨 | 4台蒸汽轮机；32节（59公里/小时） | 1928年5月 | 1929年9月 | 1930年6月 | 1942年沉没 |
| “奧古斯塔”號   | 9门203毫米 | 11600吨 | 4台蒸汽轮机；32节（59公里/小时） | 1928年7月 | 1930年2月 | 1931年1月 | 1959年拆解 |

## 波特兰级

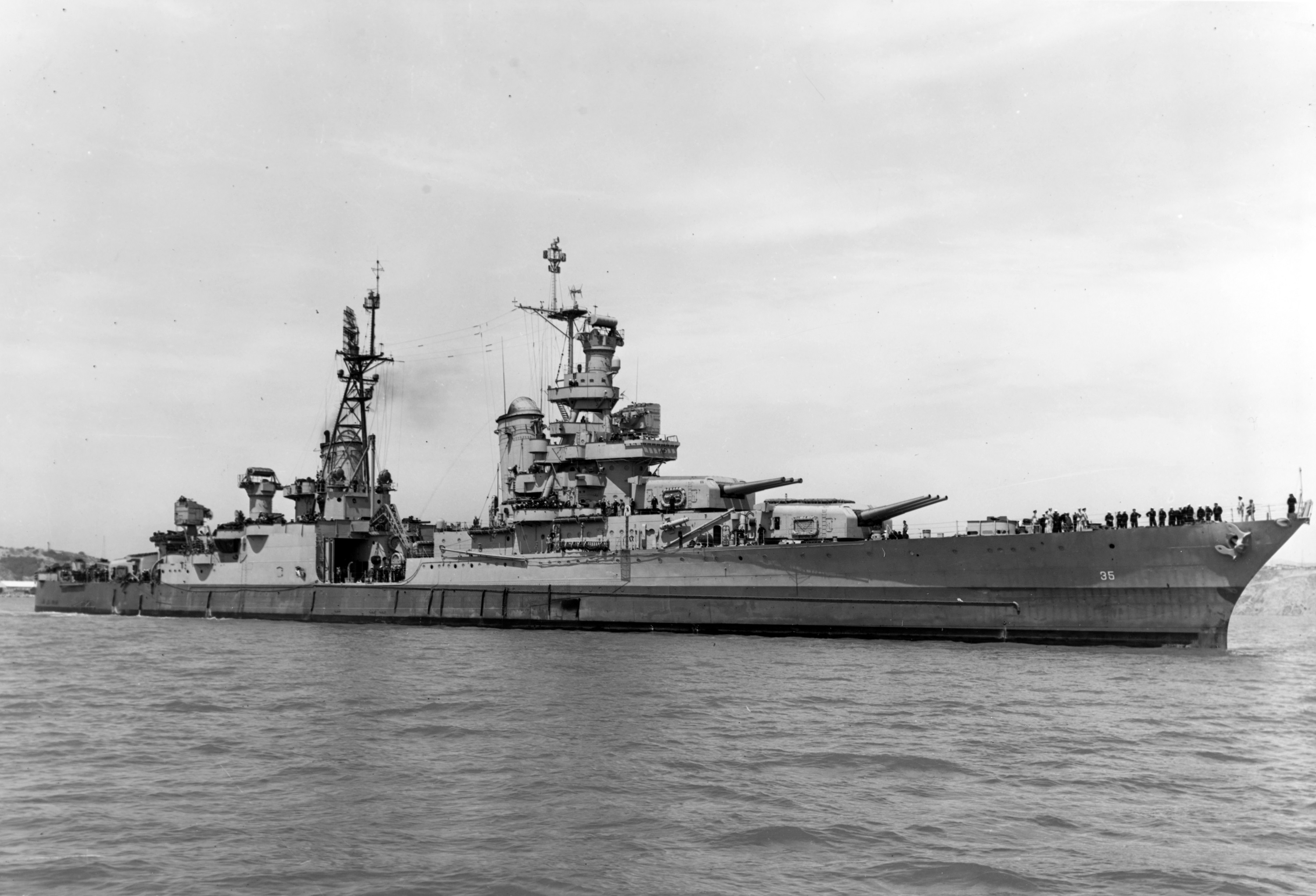
1945年的“印第安纳波利斯”号巡洋舰

波特兰级的设计同样在《华盛顿海军条约》限制下开发，并借鉴了前型北安普顿级，仅作小幅修改。改进包括配备更先进的武器系统，其主炮射程远超先前各级巡洋舰。最初订购了五艘舰艇，但建造期间后三艘被改造成后续的纽奥良级。 
该级舰艇在和平时期同时服役于太平洋舰队和大西洋舰队，主要执行例行演习和外交访问任务。美国参加二战后，两舰转为航母护航舰：“波特兰”号1942年参与珊瑚海和中途岛海战，随后参加瓜达尔卡纳尔战役多场战斗；同期“印第安纳波利斯”号则参与新几内亚战役和阿留申群岛战役。1943年起，两舰共同支援了吉尔伯特及马绍尔群岛战役、马里亚纳及帕劳群岛战役、菲律宾战役和火山列岛与琉球群岛战役。“印第安纳波利斯”号1945年7月从关岛驶往菲律宾途中遭“伊-58”潜艇以鱼雷击沉。“波特兰”号1946年退役，封存至1959年拆解。
| 舰名               | 主要武器   | 排水量  | 推进系统                         | 服役      | 服役       | 服役       | 服役       |
| 舰名               | 主要武器   | 排水量  | 推进系统                         | 开建日期  | 下水日期   | 交付日期   | 结局       |
| ------------------ | ---------- | ------- | -------------------------------- | --------- | ---------- | ---------- | ---------- |
| “波特蘭”號         | 9门203毫米 | 12755吨 | 4台蒸汽轮机；32节（59公里/小时） | 1930年2月 | 1932年5月  | 1933年2月  | 1959年拆解 |
| “印第安納波利斯”號 | 9门203毫米 | 12755吨 | 4台蒸汽轮机；32节（59公里/小时） | 1930年3月 | 1931年11月 | 1932年11月 | 1945年沉没 |

## 新奥尔良级

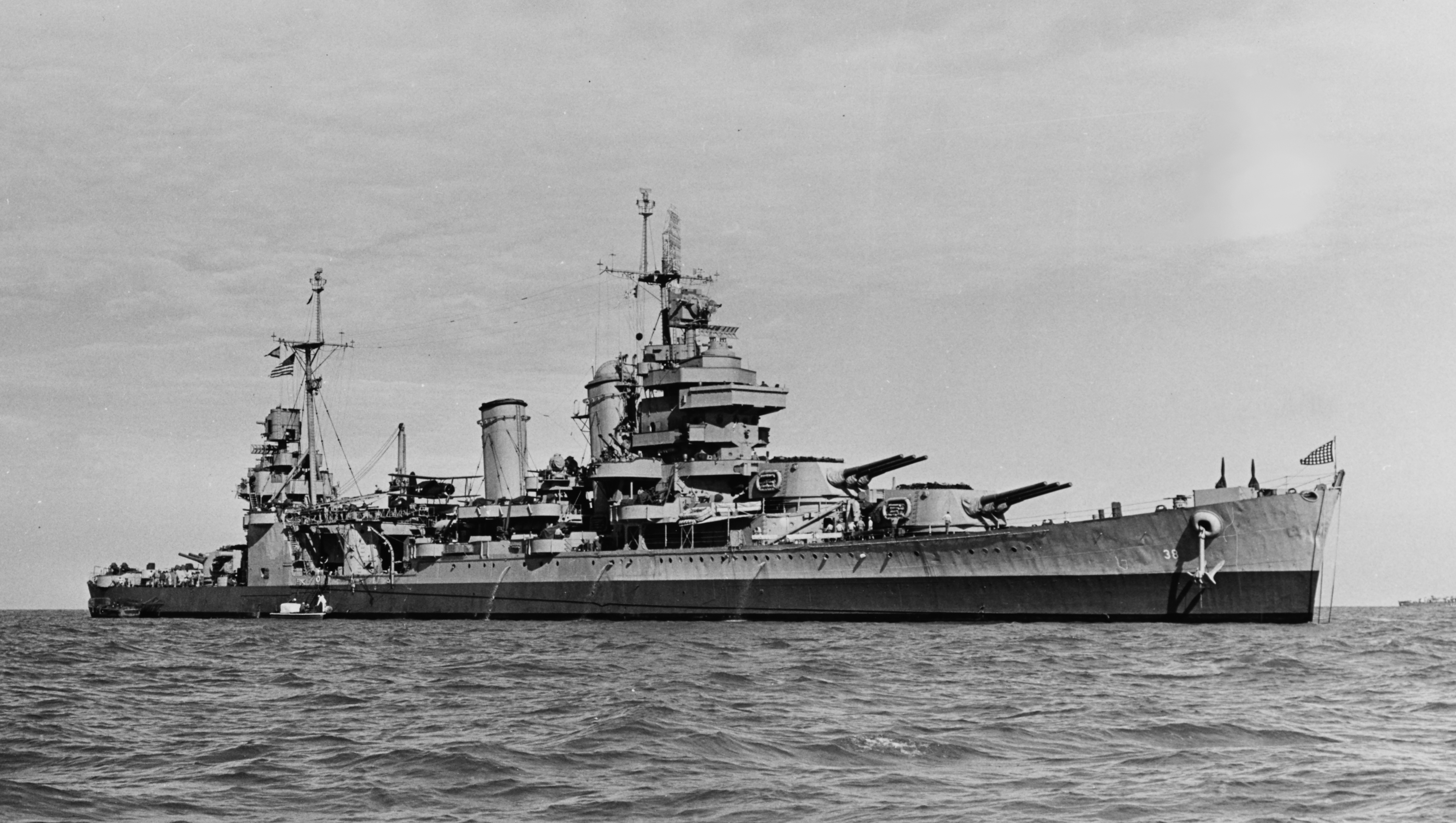
1945年的“三藩市”号巡洋舰

经核查发现，彭萨科拉级和北安普顿级的排水量计算存在严重高估，实际排水量比设计值低了约一千吨，导致舰体结构强度和装甲质量受损。美国海军因此认为必须修改波特兰级设计，但由于两艘由私营船厂承建的舰体已无法进行重大改动。最终，国营船厂建造的巡洋舰经过全面设计修改后成为新奥尔良级，后续又追加建造了更多该级舰艇。 
该级舰艇的服役初期较为平静，主要在大西洋和太平洋进行演习与国际访问。“新奥尔良”号和“三藩市”号在1941年12月珍珠港袭击事件中未受损伤。“塔斯卡卢萨”号是唯一在大西洋服役的该级舰，先执行护航任务，后增援英国本土舰队，参与北非登陆、诺曼底登陆等欧洲战场行动。其余各舰先后参加珊瑚海和中途岛海战，随后支援瓜达尔卡纳尔战役——“阿斯托利亚”号、“昆西”号和“文森斯”号于1942年8月在萨沃岛海战中沉没。幸存三舰在瓜达尔卡纳尔战役中均遭重创，修复后继续承担航母护航与岸轰任务，参与吉尔伯特及马绍尔群岛战役、阿留申群岛战役、马里亚纳及帕劳群岛战役，其中“塔斯卡卢萨”号还参加了硫磺岛与琉球群岛战役。幸存几艘巡洋舰于1946至1947年间退役，封存至1959年拆解。
| 舰名             | 主要武器   | 排水量  | 推进系统                         | 服役       | 服役       | 服役      | 服役       |
| 舰名             | 主要武器   | 排水量  | 推进系统                         | 开建日期   | 下水日期   | 交付日期  | 结局       |
| ---------------- | ---------- | ------- | -------------------------------- | ---------- | ---------- | --------- | ---------- |
| “新奧爾良”號     | 9门203毫米 | 12980吨 | 4台蒸汽轮机；32节（59公里/小时） | 1931年3月  | 1933年4月  | 1934年2月 | 1959年拆解 |
| “阿斯托利亞”號   | 9门203毫米 | 12980吨 | 4台蒸汽轮机；32节（59公里/小时） | 1930年9月  | 1933年12月 | 1934年4月 | 1942年沉没 |
| “明尼亞波利斯”號 | 9门203毫米 | 12980吨 | 4台蒸汽轮机；32节（59公里/小时） | 1931年6月  | 1933年9月  | 1934年5月 | 1959年拆解 |
| “塔斯卡盧薩”號   | 9门203毫米 | 12980吨 | 4台蒸汽轮机；32节（59公里/小时） | 1931年9月  | 1933年9月  | 1934年8月 | 1959年拆解 |
| “三藩市”號       | 9门203毫米 | 12980吨 | 4台蒸汽轮机；32节（59公里/小时） | 1931年9月  | 1933年3月  | 1934年2月 | 1959年拆解 |
| “昆西”號         | 9门203毫米 | 12980吨 | 4台蒸汽轮机；32节（59公里/小时） | 1933年11月 | 1935年6月  | 1936年6月 | 1942年沉没 |
| “文森尼斯”號     | 9门203毫米 | 12980吨 | 4台蒸汽轮机；32节（59公里/小时） | 1934年1月  | 1936年5月  | 1937年2月 | 1942年沉没 |

## “威奇托”号巡洋舰

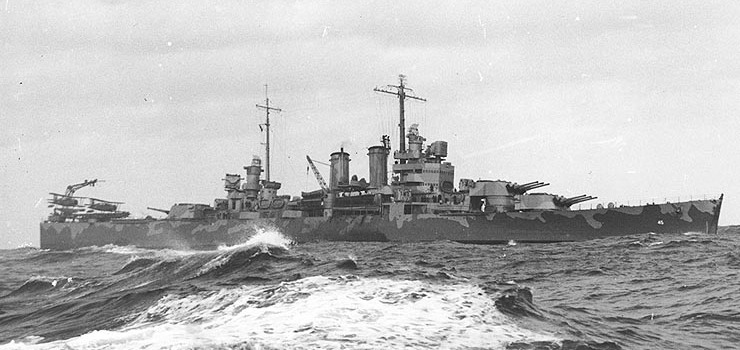
1942年的“威奇托”号巡洋舰

“威奇塔”号是美国根据1930年《伦敦海军条约》获准建造的第十八艘也是最后一艘重型巡洋舰，其建造同样遵循10,100吨的排水量限制。该舰最初被设计为新奥尔良级的一员，但在建造前修改方案成为独一无二的舰型。其最终设计借鉴了布鲁克林级轻巡洋舰的特点，但具备更高的干舷、更远的航程以及新型炮塔。
“威奇塔”号在美国参战前曾执行大西洋巡逻任务并参与盟军占领冰岛行动。此后该舰被派往增援英国本土舰队，承担北极航线和大西洋船队护航任务。1942年底支援北非登陆战役，随后转战太平洋战场，在阿留申群岛战役、吉尔伯特及马绍尔群岛战役、马里亚纳及帕劳群岛战役、菲律宾战役和火山列岛与琉球群岛战役中执行航母护航与海岸轰炸任务。战后于1947年退役，封存至1959年拆解。
| 舰名       | 主要武器   | 排水量  | 推进系统                         | 服役       | 服役       | 服役      | 服役       |
| 舰名       | 主要武器   | 排水量  | 推进系统                         | 开建日期   | 下水日期   | 交付日期  | 结局       |
| ---------- | ---------- | ------- | -------------------------------- | ---------- | ---------- | --------- | ---------- |
| “威奇塔”号 | 9门203毫米 | 13220吨 | 4台蒸汽轮机；33节（61公里/小时） | 1935年10月 | 1937年11月 | 1939年2月 | 1959年拆解 |

## 巴尔的摩级

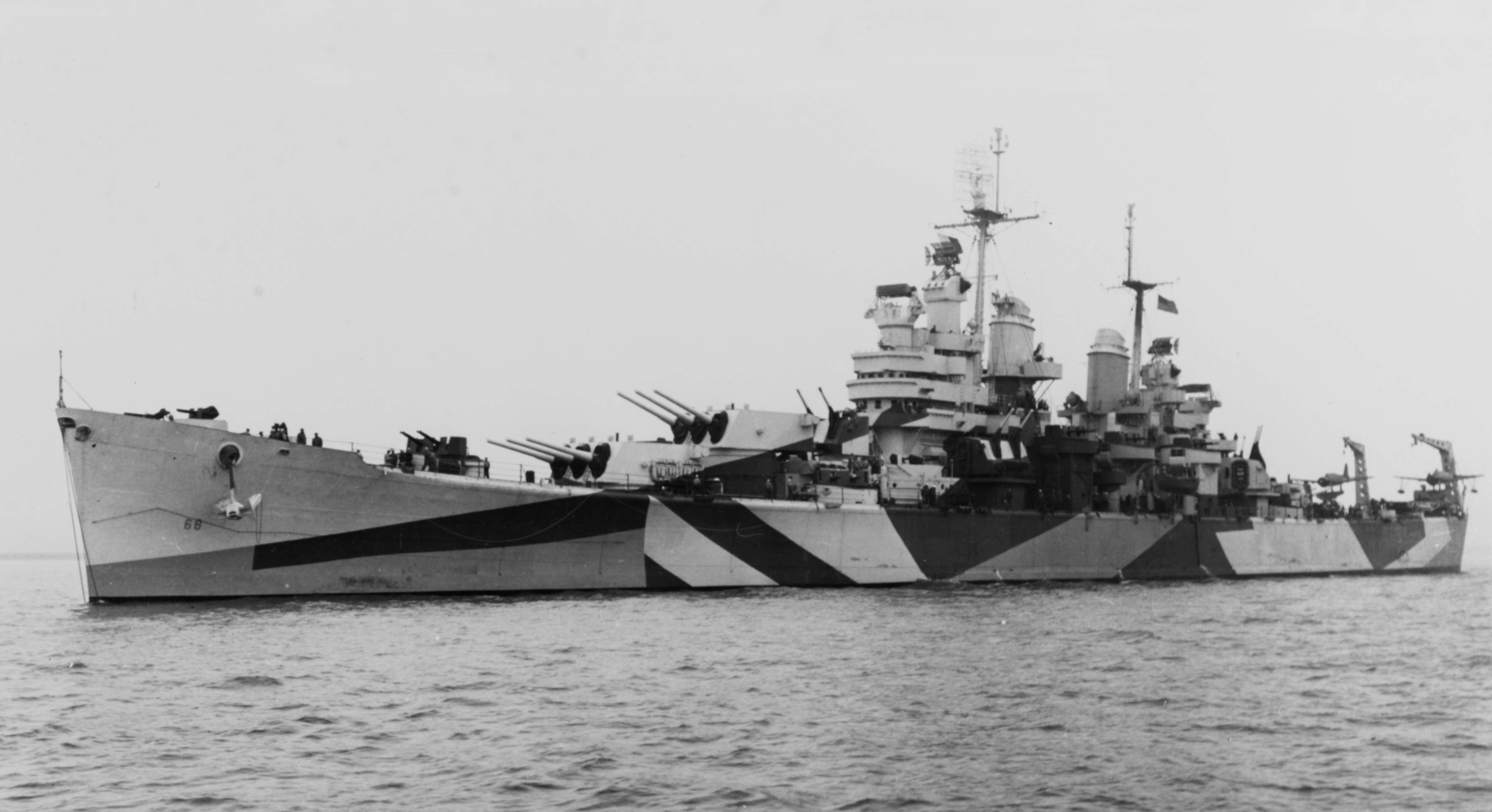
1944年的“巴尔的摩”号巡洋舰

1939年9月第二次世界大战爆发后，英国决定暂停履行国际军控条约义务，当时仍保持中立的美国随即效仿。此举使美国得以建造不受吨位限制的重巡洋舰。巴尔的摩级设计主要借鉴前型“威奇塔”号，但大幅扩充舰体尺寸以解决已发现的稳定性问题，并为加装更强大的防空武器系统提供空间。 
该级十四艘舰艇中仅有七艘在二战结束前完工。这些军舰主要执行航母护航与海岸轰炸任务，参与过吉尔伯特及马绍尔群岛战役、新几内亚战役、马里亚纳及帕劳群岛战役、菲律宾战役和火山列岛与琉球群岛战役。“昆西”号是唯一参与大西洋战场的成员，在完成诺曼底登陆和法国南部登陆支援任务后转赴太平洋战场。1945年战争结束后，多数舰艇退役封存。1950年朝鲜战争爆发时，多艘该级舰重新服役，继续承担航母护航与岸轰职责。“波士顿”号与“坎培拉”号在1950年代初被改装为导弹巡洋舰，数年后“哥伦布”号与“芝加哥”号接受了更彻底的现代化改造。这些军舰在越南战争期间与“圣保罗”号共同服役，此后又继续活跃数年，最晚至1980年才全部退役。除1991年拆解的“芝加哥”号外，所有巴尔的摩级巡洋舰均在1972至1980年间解体。
| 舰名         | 主要武器   | 排水量  | 推进系统                           | 服役       | 服役       | 服役       | 服役       |
| 舰名         | 主要武器   | 排水量  | 推进系统                           | 开建日期   | 下水日期   | 交付日期   | 结局       |
| ------------ | ---------- | ------- | ---------------------------------- | ---------- | ---------- | ---------- | ---------- |
| “巴爾的摩”號 | 9门203毫米 | 17300吨 | 4台蒸汽涡轮机；33节（61公里/小时） | 1941年5月  | 1942年7月  | 1943年4月  | 1972年拆解 |
| “波士頓”號   | 9门203毫米 | 17300吨 | 4台蒸汽涡轮机；33节（61公里/小时） | 1941年6月  | 1942年8月  | 1943年6月  | 1975年拆解 |
| “坎培拉”號   | 9门203毫米 | 17300吨 | 4台蒸汽涡轮机；33节（61公里/小时） | 1941年9月  | 1943年4月  | 1943年10月 | 1980年拆解 |
| “昆西”號     | 9门203毫米 | 17300吨 | 4台蒸汽涡轮机；33节（61公里/小时） | 1941年10月 | 1943年6月  | 1943年12月 | 1974年拆解 |
| “匹茲堡”號   | 9门203毫米 | 17300吨 | 4台蒸汽涡轮机；33节（61公里/小时） | 1943年2月  | 1944年2月  | 1944年10月 | 1974年拆解 |
| “聖保羅”號   | 9门203毫米 | 17300吨 | 4台蒸汽涡轮机；33节（61公里/小时） | 1943年2月  | 1944年9月  | 1944年2月  | 1980年拆解 |
| “哥倫布”號   | 9门203毫米 | 17300吨 | 4台蒸汽涡轮机；33节（61公里/小时） | 1943年6月  | 1944年11月 | 1945年6月  | 1977年拆解 |
| “海倫娜”號   | 9门203毫米 | 17300吨 | 4台蒸汽涡轮机；33节（61公里/小时） | 1943年9月  | 1945年4月  | 1945年9月  | 1975年拆解 |
| “布雷默頓”號 | 9门203毫米 | 17300吨 | 4台蒸汽涡轮机；33节（61公里/小时） | 1943年2月  | 1944年7月  | 1945年4月  | 1974年拆解 |
| “福爾里弗”號 | 9门203毫米 | 17300吨 | 4台蒸汽涡轮机；33节（61公里/小时） | 1943年4月  | 1944年8月  | 1945年7月  | 1972年拆解 |
| “梅肯”號     | 9门203毫米 | 17300吨 | 4台蒸汽涡轮机；33节（61公里/小时） | 1943年6月  | 1944年10月 | 1945年8月  | 1973年拆解 |
| “托萊多”號   | 9门203毫米 | 17300吨 | 4台蒸汽涡轮机；33节（61公里/小时） | 1943年9月  | 1945年5月  | 1946年10月 | 1974年拆解 |
| “洛杉磯”號   | 9门203毫米 | 17300吨 | 4台蒸汽涡轮机；33节（61公里/小时） | 1943年7月  | 1944年8月  | 1945年7月  | 1975年拆解 |
| “芝加哥”號   | 9门203毫米 | 17300吨 | 4台蒸汽涡轮机；33节（61公里/小时） | 1943年7月  | 1944年8月  | 1945年1月  | 1991年拆解 |

## 俄勒冈城级

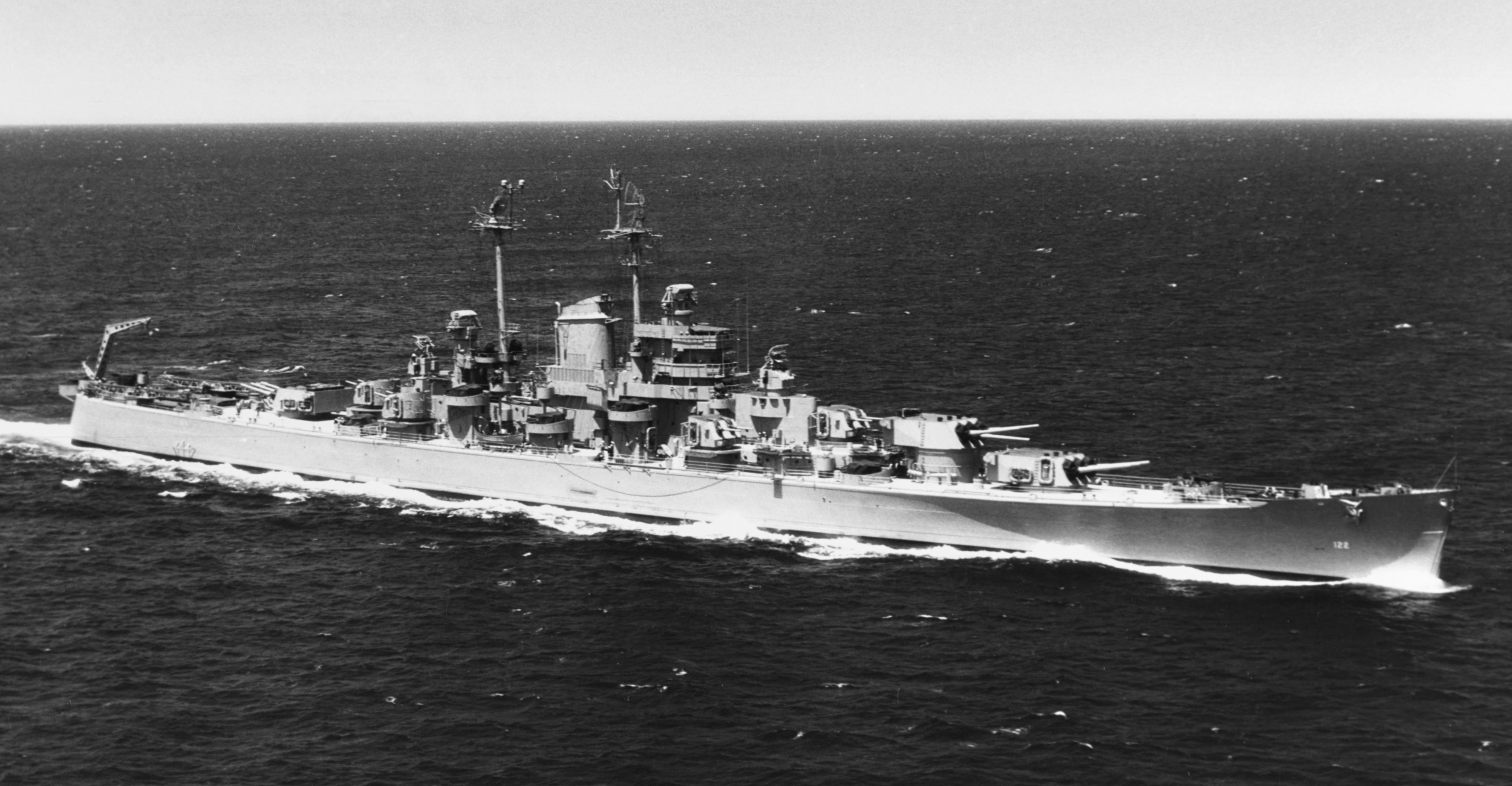
1946年的“俄勒冈城”号巡洋舰

俄勒冈城级实质上是前型巴尔的摩级的改进版本，旨在体现二战期间积累的作战经验。仅实施了少量修改：将双烟囱减为单烟囱设计，降低水线以上重量，并优化防空火炮射界。原计划建造十艘，但最后六艘于1945年8月取消订单。
完工的四艘舰艇均在二战后服役。“俄勒冈城”号服役期极短，不足两年即退役。“奥尔巴尼”号主要在大西洋、加勒比海和地中海执行例行演习任务，1950年代末改装为导弹巡洋舰，1962年重新服役后继续以地中海为活动区域直至1973年退役。“罗切斯特”号初期部署于大西洋，后转调太平洋，先在朝鲜战争期间执行多次岸轰任务，随后在东南亚地区开展勤务航行直至1961年退役。“北安普顿”号在建造期间即被改装为指挥舰，先后担任美国第六舰队和大西洋舰队攻击部队旗舰，1970年退役。各舰拆解时间分别为：“俄勒冈城”号1973年、“罗切斯特”号1974年、“北安普顿”号1977年、“奥尔巴尼”号1990年。
| 舰名           | 主要武器   | 排水量  | 推进系统                         | 服役       | 服役      | 服役       | 服役                     |
| 舰名           | 主要武器   | 排水量  | 推进系统                         | 开建日期   | 下水日期  | 交付日期   | 结局                     |
| -------------- | ---------- | ------- | -------------------------------- | ---------- | --------- | ---------- | ------------------------ |
| “俄勒岡城”號   | 9门203毫米 | 17300吨 | 4台蒸汽轮机；32节（59公里/小时） | 1944年4月  | 1945年6月 | 1946年2月  | 1973年拆解               |
| “奧爾巴尼”號   | 9门203毫米 | 17300吨 | 4台蒸汽轮机；32节（59公里/小时） | 1944年3月  | 1945年6月 | 1946年6月  | 1990年拆解               |
| “羅徹斯特”號   | 9门203毫米 | 17300吨 | 4台蒸汽轮机；32节（59公里/小时） | 1944年5月  | 1945年8月 | 1946年12月 | 1974年拆解               |
| “北安普頓”號   | 9门203毫米 | 17300吨 | 4台蒸汽轮机；32节（59公里/小时） | 1944年8月  | 1951年1月 | 1953年3月  | 改装为指挥舰；1977年拆解 |
| “剑桥”号       | 9门203毫米 | 17300吨 | 4台蒸汽轮机；32节（59公里/小时） | 1944年12月 | 不適用    | 不適用     | 1945年取消               |
| “布里奇波特”号 | 9门203毫米 | 17300吨 | 4台蒸汽轮机；32节（59公里/小时） | 1945年1月  | 不適用    | 不適用     | 1945年取消               |
| “堪萨斯城”号   | 9门203毫米 | 17300吨 | 4台蒸汽轮机；32节（59公里/小时） | 不適用     | 不適用    | 不適用     | 1945年取消               |
| “塔尔萨”号     | 9门203毫米 | 17300吨 | 4台蒸汽轮机；32节（59公里/小时） | 不適用     | 不適用    | 不適用     | 1945年取消               |
| “诺福克”号     | 9门203毫米 | 17300吨 | 4台蒸汽轮机；32节（59公里/小时） | 1944年12月 | 不適用    | 不適用     | 1945年取消               |
| “斯克兰顿”号   | 9门203毫米 | 17300吨 | 4台蒸汽轮机；32节（59公里/小时） | 1944年12月 | 不適用    | 不適用     | 1945年取消               |

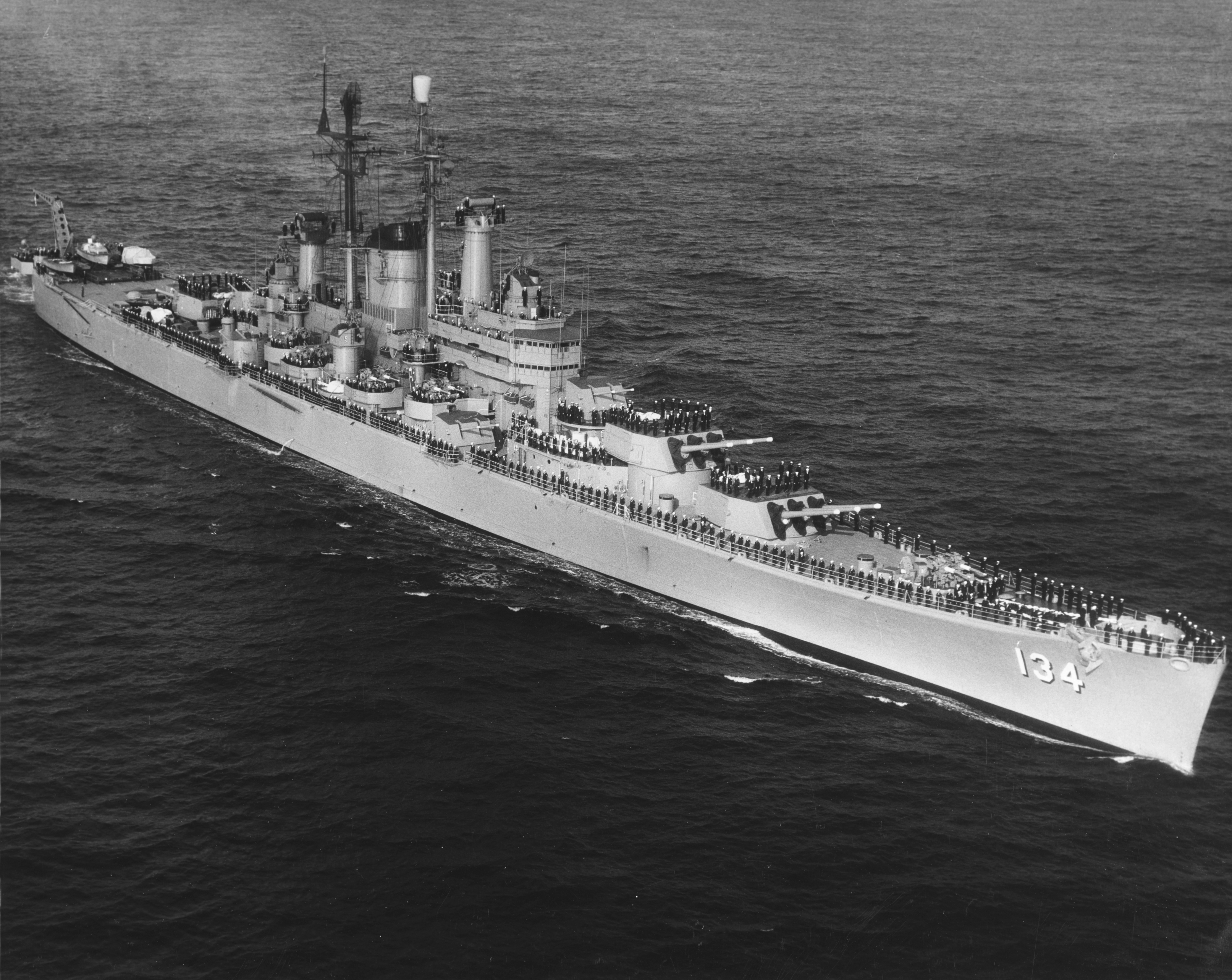
1959 年的得梅因号航空母舰

得梅因级的设计同样借鉴了前型巴尔的摩级。该级舰配备新型炮塔与203毫米速射舰炮，显著提升了火力投射速率。虽考虑过为建造中的俄勒冈城级加装该型武器，但因会导致工期延误且需重大设计变更而作罢。相较前型其他改进包括：增强装甲防护、增设火控系统及扩容弹药库，这些改进使舰体尺寸大幅增加。原计划建造十二艘，但其中九艘于1945至1946年取消订单，其中八艘在开工前即告终止。
完工的三艘巡洋舰初期均在大西洋和地中海服役，主要执行例行演习与勤务航行等常规任务，并多次担任第六舰队旗舰。“塞勒姆”号于1959年退役，“得梅因”号两年后退役。“纽波特纽斯”号1967年调往太平洋，随后数年参与越南战争多场行动，1972年返回大西洋后平静服役至1975年退役。“纽波特纽斯”号1993年拆解，“得梅因”号2007年拆解。“塞勒姆”号1995年在马萨诸塞州昆西市改为博物馆舰并开放参观至今，成为全球现存唯一的重型巡洋舰。
| 舰名           | 主要武器   | 排水量  | 推进系统                          | 服役       | 服役      | 服役       | 服役             |
| 舰名           | 主要武器   | 排水量  | 推进系统                          | 开建日期   | 下水日期  | 交付日期   | 结局             |
| -------------- | ---------- | ------- | --------------------------------- | ---------- | --------- | ---------- | ---------------- |
| “德梅因”號     | 9门203毫米 | 21270吨 | 4台蒸汽轮机； 33节（61公里/小时） | 1945年5月  | 1946年9月 | 1948年11月 | 2007年拆解       |
| “塞勒姆”號     | 9门203毫米 | 21270吨 | 4台蒸汽轮机； 33节（61公里/小时） | 1945年7月  | 1947年3月 | 1949年5月  | 作为博物馆船保存 |
| “达拉斯”号     | 9门203毫米 | 21270吨 | 4台蒸汽轮机； 33节（61公里/小时） | 1945年10月 | 不適用    | 不適用     | 1946年取消       |
| CA-141         | 9门203毫米 | 21270吨 | 4台蒸汽轮机； 33节（61公里/小时） | 不適用     | 不適用    | 不適用     | 1946年取消       |
| CA-142         | 9门203毫米 | 21270吨 | 4台蒸汽轮机； 33节（61公里/小时） | 不適用     | 不適用    | 不適用     | 1945年取消       |
| CA-143         | 9门203毫米 | 21270吨 | 4台蒸汽轮机； 33节（61公里/小时） | 不適用     | 不適用    | 不適用     | 1945年取消       |
| “紐波特紐斯”號 | 9门203毫米 | 21270吨 | 4台蒸汽轮机； 33节（61公里/小时） | 1945年10月 | 1948年3月 | 1949年1月  | 1993年拆解       |
| CA-149         | 9门203毫米 | 21270吨 | 4台蒸汽轮机； 33节（61公里/小时） | 不適用     | 不適用    | 不適用     | 1945年取消       |
| CA-150         | 9门203毫米 | 21270吨 | 4台蒸汽轮机； 33节（61公里/小时） | 不適用     | 不適用    | 不適用     | 1945年取消       |
| CA-151         | 9门203毫米 | 21270吨 | 4台蒸汽轮机； 33节（61公里/小时） | 不適用     | 不適用    | 不適用     | 1945年取消       |
| CA-152         | 9门203毫米 | 21270吨 | 4台蒸汽轮机； 33节（61公里/小时） | 不適用     | 不適用    | 不適用     | 1945年取消       |
| CA-153         | 9门203毫米 | 21270吨 | 4台蒸汽轮机； 33节（61公里/小时） | 不適用     | 不適用    | 不適用     | 1945年取消       |

## 脚注

### 引文
1. ↑  Gröner 1990，第ix頁
2. ↑  Stille 2014a，第11頁
3. 1 2  . 美國海軍軍艦辭典. 歷史與遺產司令部.   [2025-07-09]. （原始内容存档于2025-04-26） （美国英语）.
4. 1 2  . 美國海軍軍艦辭典. 歷史與遺產司令部.   [2025-07-09]. （原始内容存档于2025-04-01） （美国英语）.
5. 1 2 3  Stille 2014a，第12–13頁
6. ↑  Preston 1980，第96頁
7. ↑  Marriott 2005，第73–75頁
8. 1 2  . 美國海軍軍艦辭典. 歷史與遺產司令部.   [2025-07-09]. （原始内容存档于2025-04-18） （美国英语）.
9. 1 2  . 美國海軍軍艦辭典. 歷史與遺產司令部.   [2025-07-09]. （原始内容存档于2025-04-18） （美国英语）.
10. 1 2  . 美國海軍軍艦辭典. 歷史與遺產司令部.   [2025-07-09].
11. 1 2  . 美國海軍軍艦辭典. 歷史與遺產司令部.   [2025-07-08]. （原始内容存档于2025-04-18）.
12. 1 2  . 美國海軍軍艦辭典. 歷史與遺產司令部.   [2025-07-08]. （原始内容存档于2025-04-18）.
13. 1 2  . 美國海軍軍艦辭典. 歷史與遺產司令部.   [2025-07-09]. （原始内容存档于2025-04-01）.
14. ↑  Friedman 1984，第129–130頁
15. 1 2  Whitley 1996，第235頁
16. ↑  Bauer & Roberts 1991，第136頁
17. ↑  Hixon 2003，第24頁
18. ↑  Silverstone 2007，第29頁
19. 1 2  . 美國海軍軍艦辭典. 歷史與遺產司令部.   [2025-07-09]. （原始内容存档于2025-04-18）.
20. 1 2 3  Silverstone 2007，第32頁
21. ↑  Friedman 1984，第125頁
22. 1 2  Marriott 2005，第77頁
23. ↑  Marriott 2005，第81–83頁
24. 1 2  . 美國海軍軍艦辭典. 歷史與遺產司令部. 2015-08-13  [2025-07-09]. （原始内容存档于2017-06-01）.
25. 1 2  . 美國海軍軍艦辭典. 歷史與遺產司令部. 2017-01-25  [2025-07-09]. （原始内容存档于2025-04-18） （英语）.
26. 1 2  . 美國海軍軍艦辭典. 歷史與遺產司令部.   [2025-07-09]. （原始内容存档于2025-04-01）.
27. 1 2  . 美國海軍軍艦辭典. 歷史與遺產司令部.   [2025-07-09]. （原始内容存档于2025-04-01） （美国英语）.
28. 1 2  . 美國海軍軍艦辭典. 歷史與遺產司令部.   [2025-07-09]. （原始内容存档于2025-04-01）.
29. 1 2  . 美國海軍軍艦辭典. 歷史與遺產司令部. 2015-08-25  [2025-07-09]. （原始内容存档于2025-04-18）.
30. 1 2  . 美國海軍軍艦辭典. 歷史與遺產司令部.   [2025-07-09]. （原始内容存档于2025-04-18） （美国英语）.
31. 1 2 3  Whitley 1996，第243頁
32. 1 2 3 4 5  Friedman 1980，第117頁
33. ↑  Terzibaschitsch 1984，第129頁
34. 1 2  . 美國海軍軍艦辭典. 歷史與遺產司令部.   [2023-03-07]. （原始内容存档于2025-04-01）.
35. ↑  Friedman 1984，第245–246頁
36. ↑  Stille 2014b，第13–14頁
37. ↑  Stille 2014b，第21頁
38. 1 2  . 美國海軍軍艦辭典. 歷史與遺產司令部.   [2025-07-09]. （原始内容存档于2025-04-18） （美国英语）.
39. 1 2  . 美國海軍軍艦辭典. 歷史與遺產司令部.   [2025-07-09]. （原始内容存档于2025-04-01） （美国英语）.
40. 1 2  . 美國海軍軍艦辭典. 歷史與遺產司令部. 2023-06-20  [2025-07-09]. （原始内容存档于2025-04-01） （英语）.
41. 1 2  . 美國海軍軍艦辭典. 歷史與遺產司令部. 2018-06-06  [2025-07-09]. （原始内容存档于2025-04-01） （英语）.
42. 1 2  . 美國海軍軍艦辭典. 歷史與遺產司令部.   [2025-07-09]. （原始内容存档于2025-04-18） （美国英语）.
43. 1 2  . 美國海軍軍艦辭典. 歷史與遺產司令部.   [2025-07-09]. （原始内容存档于2025-04-01） （美国英语）.
44. 1 2  . 美國海軍軍艦辭典. 歷史與遺產司令部.   [2025-07-09]. （原始内容存档于2025-04-18） （美国英语）.
45. 1 2  . 美國海軍軍艦辭典. 歷史與遺產司令部. 2020-04-07  [2025-07-09]. （原始内容存档于2025-04-01） （英语）.
46. 1 2  . 美國海軍軍艦辭典. 歷史與遺產司令部.   [2025-07-09]. （原始内容存档于2025-04-18） （美国英语）.
47. 1 2  . 美國海軍軍艦辭典. 歷史與遺產司令部. 2015-07-08  [2025-07-09]. （原始内容存档于2025-04-01） （英语）.
48. 1 2  . 美國海軍軍艦辭典. 歷史與遺產司令部.   [2025-07-09]. （原始内容存档于2025-04-02） （美国英语）.
49. 1 2  . 美國海軍軍艦辭典. 歷史與遺產司令部. 2020-04-28  [2025-07-09]. （原始内容存档于2025-04-01） （英语）.
50. 1 2  . 美國海軍軍艦辭典. 歷史與遺產司令部.   [2025-07-09]. （原始内容存档于2025-04-01）.
51. 1 2  . 美國海軍軍艦辭典. 歷史與遺產司令部. 2017-02-09  [2025-07-09]. （原始内容存档于2019-10-12） （英语）.
52. ↑  Friedman 1984，第273頁
53. 1 2  Friedman 1980，第120–121頁
54. ↑  Stille 2014b，第36–37頁
55. 1 2  . 美國海軍軍艦辭典. 歷史與遺產司令部.   [2025-07-09]. （原始内容存档于2025-04-01） （美国英语）.
56. 1 2  . 美國海軍軍艦辭典. 歷史與遺產司令部.   [2025-07-09]. （原始内容存档于2025-04-01） （美国英语）.
57. 1 2  . 美國海軍軍艦辭典. 歷史與遺產司令部. 2015-08-31  [2025-07-09]. （原始内容存档于2025-04-01） （英语）.
58. 1 2  . 美國海軍軍艦辭典. 歷史與遺產司令部.   [2025-07-09]. （原始内容存档于2025-04-01） （美国英语）.
59. 1 2 3  Friedman 1984，第480頁
60. ↑  Stille 2014b，第37頁
61. ↑  Friedman 1984，第353–355頁
62. 1 2  Friedman 1984，第356頁
63. 1 2  . 美國海軍軍艦辭典. 歷史與遺產司令部.   [2025-07-09]. （原始内容存档于2025-04-01） （美国英语）.
64. 1 2  . 美國海軍軍艦辭典. 歷史與遺產司令部. 2015-09-02  [2025-07-09]. （原始内容存档于2025-04-18） （英语）.
65. 1 2  . 美國海軍軍艦辭典. 歷史與遺產司令部.   [2025-07-09]. （原始内容存档于2025-04-01） （美国英语）.
66. ↑  Stille 2014b，第44–45頁
67. 1 2 3  Friedman 1984，第481頁